# Copa Ibarguren 1918
La Copa Ibarguren 1918 fue la sexta edición de ese torneo, una de las copas nacionales oficiales del fútbol argentino.
La final enfrentó al Racing Club contra Newell's Old Boys, donde el conjunto de Avellaneda goleó por 4 a 0 y se consagró por quinta vez campeón del certamen.

## Clubes clasificados
Clasificaron como campeones del año 1916:
| AFA |  | Racing Club       |  | Campeón de la Primera División de Argentina (1918) |
| ARF |  | Newell's Old Boys |  | Campeón de la Copa Nicasio Vila (1918)             |

## Desarrollo
El formato del torneo enfrentó directamente en una final al campeón argentino Racing Club contra Newell's Old Boys el campeón rosarino.

## Final
| 24 de noviembre de 1918 | Racing Club                                       | 4:0 (2:0) | Newell's Old Boys | Estadio GEBA, Buenos Aires |                           |
|                         | Vivaldo 19' · N. Perinetti 28' 73' · Zabaleta 66' |           |                   | Árbitro(s): Ernesto Palma  | Árbitro(s): Ernesto Palma |

|                                |
|                                |
| Campeón Racing Club 5.º título |